# Liberální války

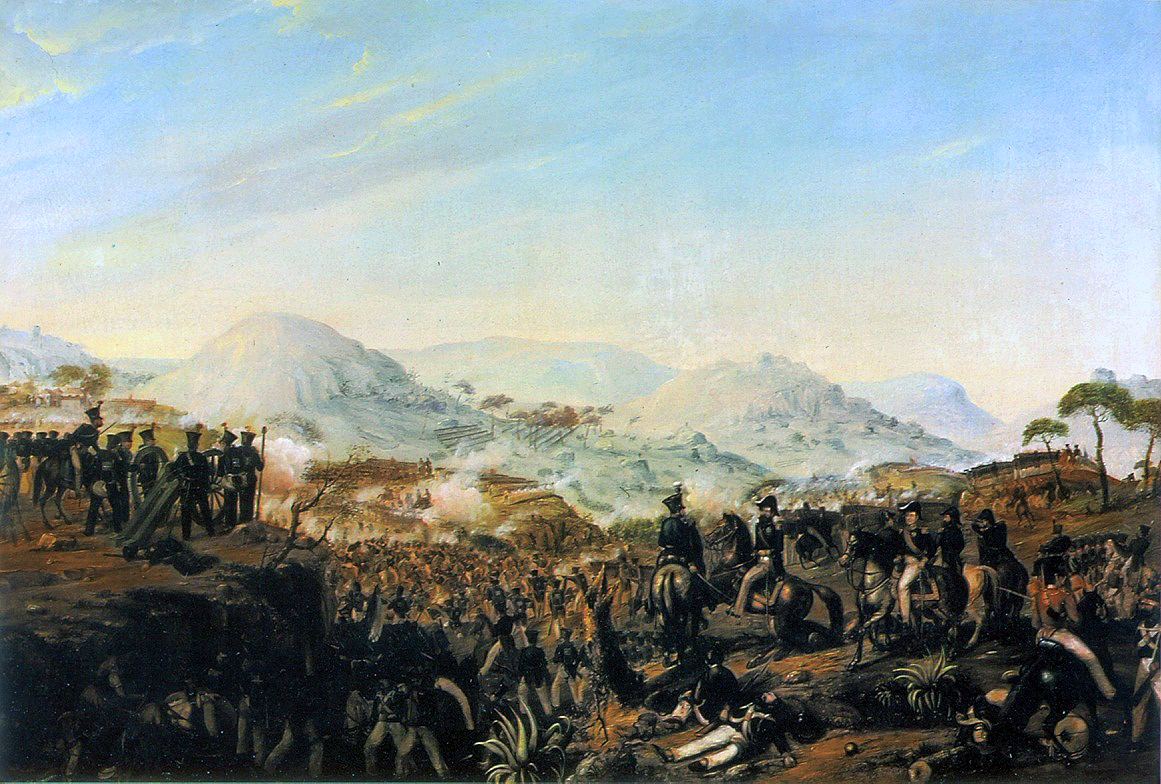
Bitva u Ferreirova mostu, 23. července 1832

Liberální války (portugalsky: Guerras Liberais), také známé jako portugalská občanská válka (Guerra Civil Portuguesa), válka dvou bratří (Guerra dos Dois Irmãos) nebo miguelitská válka (Guerra Miguelista), byly sérií ozbrojených konfliktů mezi liberálními konstitucionalisty a konzervativními absolutisty v Portugalsku, které probíhaly od roku 1828 do roku 1834. Do bojů se zapojily i zahraniční mocnosti Spojené království, Francie a Španělsko.

## Příčiny
Smrt krále Jana VI. v roce 1826 vyvolala spor o nástupnictví. Zatímco Petr I. (Pedro), brazilský císař, byl králův nejstarší syn, jeho mladší bratr Michal I. (Miguel) tvrdil, že Petr ztratil svůj nárok na trůn vyhlášením brazilské nezávislosti. Petr o trůn stál, avšak chtěl zabránit znovusjednocení Portugalska a Brazílie ve své osobě a vzdal se portugalského trůnu ve prospěch své dcery Marie, které bylo tehdy pouhých sedm let. Role regentky se ujala Petrova sestra Isabela Marie.
Aby to vše bylo možné, bylo potřeba revidovat ústavu. Při té příležitosti udělal Petr i další ústavní změny, které by usmířily absolutisty a liberály. Nová ústava dělila vládu na čtyři složky. Zákonodárný sbor byl rozdělen do dvou komor. Horní komora se měla skládat z doživotně jmenovaných šlechticů a duchovních jmenovaných králem. Dolní komora ze 111 poslanců volených na čtyřleté období nepřímým hlasováním místních zastupitelstev, která byla zase volena omezeným volebním právem mužů, kteří platí daně. Soudní moc vykonávaly soudy. Výkonná moc náležela vládě. Král měl mít absolutní veto nad veškerou legislativou.

## Průběh bojů
Absolutisté, tedy zejména vlastníci půdy a církev, se však s tímto kompromisem nesmířili. V únoru 1828 se Michal vrátil do Portugalska. Okamžitě byl svými příznivci prohlášen za krále, a dotlačen ke slibu návratu k absolutismu. Měsíc po svém návratu Michal rozpustil obě komory nového parlamentu a v květnu svolal tradiční generální kortesy (stavovský sněm), aby potvrdily jeho vládu. Kortesy ho skutečně prohlásily za krále a zrušily Petrovu Ústavní listinu.
Liberálové odpověděli rázně. 18. května posádka v Portu, tradičním centru portugalských progresivistů, deklarovala svou loajalitu Petrovi a jeho dceři Marii, stejně jako Ústavní listině. Povstání proti absolutistům se rychle rozšířilo do dalších měst. Michal povstání potlačil a mnoho tisíc liberálů bylo buď zatčeno nebo uprchlo do Španělska a Británie. Následovalo pět let represí.
Mezitím se v Brazílii zhoršily vztahy mezi císařem Petrem a zemědělskými magnáty. V dubnu 1831 Petr kvůli tomu abdikoval ve prospěch svého syna Petra II. a odplul do Británie. Zorganizoval tam vojenskou výpravu a poté se vydal na ostrov Terceira na Azorech, který byl v rukou liberálů, aby zde ustavil exilovou vládu. Michalova vláda zablokovala ostrov, ale blokující eskadra byla napadena francouzskou eskadrou (tzv. bitva o Tagus). Několik miguelistických lodí bylo zabaveno.
V červenci 1832, s podporou Angličanů, přistála vojenská výprava vedená Petrem poblíž Porta, v přístavu Mindelo, který Miguelité opustili a následně přístav oblehli. Obléhání trvalo téměř rok. K ochraně britských zájmů zaujala námořní eskadra pod vedením velitele Williama Nugenta Glascocka pozice u Douro. V červnu 1833, liberálové, stále obklíčení u Porta, vyslali do Algarve jednotky, kterým velel vévoda z Terceiry, podporované námořní eskadrou, které velel Francouz Charles Napier, používající přezdívku „Carlos de Ponza“. Vévoda z Terceiry přistál ve Faru a pochodoval na sever přes Alentejo, aby 24. července dobyl Lisabon. Mezitím Napierova eskadra narazila na flotilu absolutistů poblíž Mysu svatého Vincence (Cabo São Vicente) a rozhodně ji porazila. Liberálové udrželi Lisabon, kam se Petr přesunul z Porta, a odrazili obležení Miguelitů. Na devět měsíců situace zamrzla. Poté Španělsko změnilo strany a začalo podporovat liberály. To dalo liberálům a Petrovi klíčový trumf do rukou. Liberálové obsadili Porto. Ke konci roku 1833 byla Maria prohlášena královnou a Petr se stal regentem. Jeho prvním činem bylo zabavení majetku všech, kteří sloužili králi Michalovi. Zabavil také veškerý církevní majetek, což byl čin, který pozastavil přátelské vztahy s Římem na téměř osm let (až do poloviny roku 1841). Absolutisté však nadále ovládali venkov, kde je podporovala aristokracie a rolnictvo, které povzbuzovala církev.
Operace proti Miguelitům začaly znovu na začátku roku 1834. Liberální armáda utrpěla porážku u Alcácer do Sal, což prokázalo, že jih země je stále loajální k Michalovi. Miguelité také vedli permanentní partyzánskou válkou, jejímž hrdinou se stal proslulý rebel známý jako Remexido.
Bitva u Asseiceiry, vybojovaná 16. května 1834, byla posledním střetnutím války. Jasného vítězství liberálové nedosáhli, ale Michal pochopil, že nemá sílu na úplný zvrat. Podepsal tedy mírovou smlouvu, v níž se vzdal všech nároků na portugalský trůn a odešel ze země. Na oplátku dostal slušný roční důchod. Petr obnovil Ústavní listinu, ale 24. září 1834 zemřel. Maria pak pokračovala ve své vládě.